# Актюбинский рельсобалочный завод
Актюбинский рельсобалочный завод (ТОО «Актюбинский рельсобалочный завод»; АРБЗ) — завод по производству длинномерных рельсов и другой железнодорожной продукции в городе Актобе.

## История
Строительство началось осенью 2013 года в 6 км от Актобе в сторону Мартукского района. Введено в эксплуатацию 6 июня 2016 года. Рельсовую и фасонную заготовкку предоставляет Уральская сталь. На предприятии налажен выпуск 120-метровых рельсов, по технологии, предоставленной фирмой Siemens. Рельсы сварены электроконтактным способом. Объём производства — 200 тыс тонн рельсов в год. Кроме выпуска рельсов для Казахских железных дорог АРБЗ также планирует выпускать рельсы для Беларуси, России,  Киргизии, Туркмении и Узбекистана и Грузии. 
Осенью 2017 года на предприятии прошло 133-е заседание Рельсовой комиссии. В состав завода входит Газопоршневая электростанция.